# Feretia virgata
Feretia virgata är en måreväxtart som beskrevs av Karl Moritz Schumann. Feretia virgata ingår i släktet Feretia och familjen måreväxter.
Artens utbredningsområde är Sierra Leone. Inga underarter finns listade i Catalogue of Life.